# GNV Azzurra
Die GNV Azzurra ist ein Fährschiff der italienischen Reederei Grandi Navi Veloci (GNV).
Das Schiff wurde bis 2007 von der norwegischen Reederei Color Line eingesetzt. Im Oktober 2007 wurde es nach Italien verkauft. Ab 2008 kam die Fähre auf der Route zwischen Civitavecchia und Olbia zum Einsatz. Dann verkehrte sie zwischen Genua und Porto Torres und nun zwischen Bari und Durrës. Die GNV Azzurra hat ein Schwesterschiff, die Rigel II, welche derzeit auf der gleichen Route eingesetzt wird.

## Geschichte

### Gotland
Das Schiff wurde 1981 als Gotland von der Öresundsvarvet in Landskrona (Schweden) für die Reederei AB Gotland gebaut. Jedoch wurde die Fähre vor dem ersten Auslaufen von der Oy Vasa-Umeå AB gechartert und bekam den Namen Wasa Star. Dort bediente sie die Route Sundsvall und Vaasa oder Umeå und nahm am 25. Juni 1981 den Dienst auf.
1983 sollte die Fähre von der griechischen Reederei Karageorgis Line gechartert werden, was jedoch an Zahlungsuneinigkeiten scheiterte.

### Peter Wessel

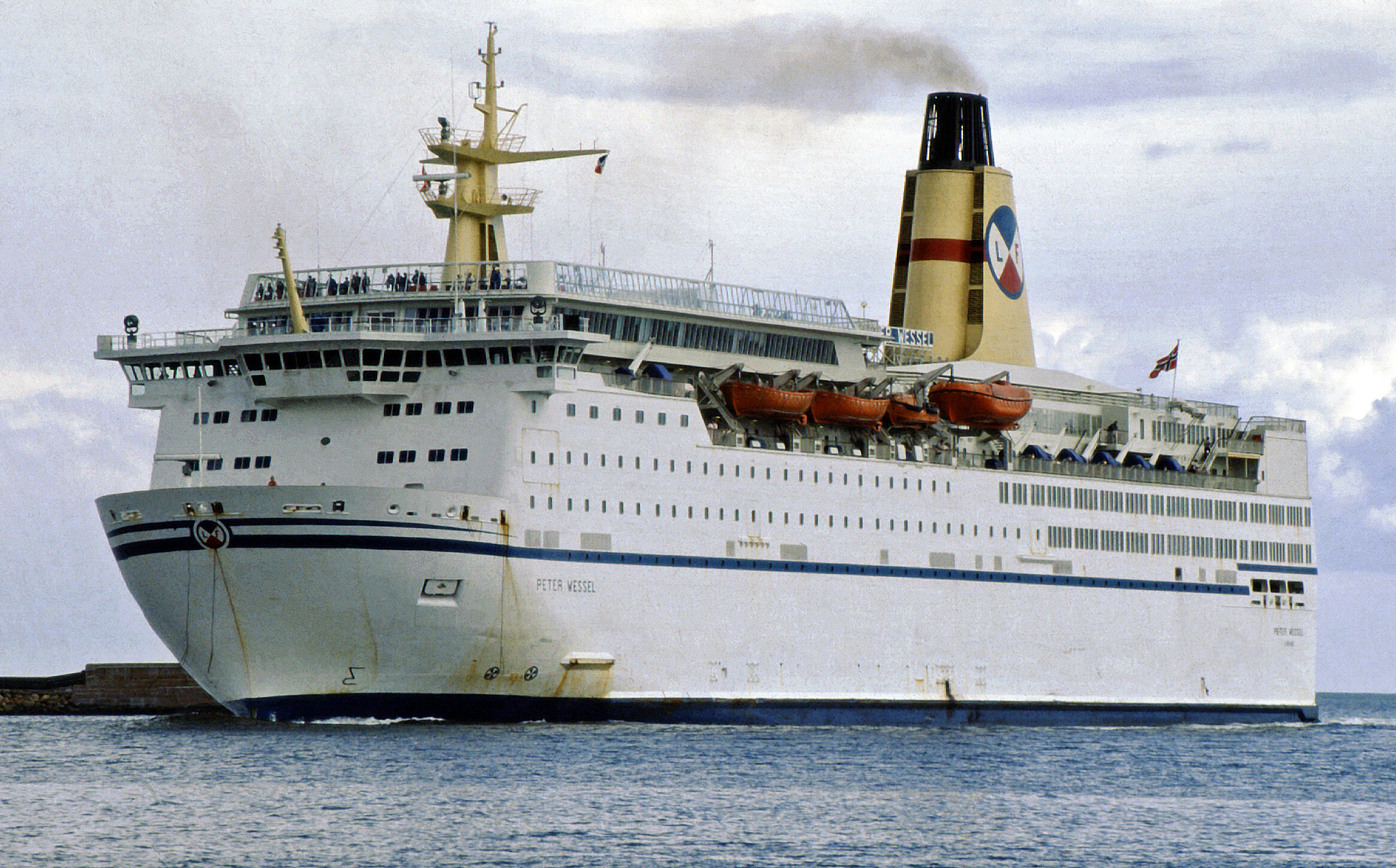
Als Peter Wessel 1985 vor dem Umbau

So wurde das Schiff schließlich an die Larvik Line verkauft, die bis 1988 als A/S Larvik-Frederikshavn Ferjen firmierte, und bediente als deren viertes Schiff unter dem Namen Peter Wessel, den sie im März 1984 erhielt, deren traditionelle Route zwischen Larvik in Norwegen und Frederikshavn in Dänemark. Das Schiff war benannt nach dem norwegischen Seehelden Peter Wessel Tordenskiold. Ihr Heimathafen war Larvik.
1988 wurde die Fähre bei der Werft Blohm + Voss in Hamburg umgebaut und um 22,5 m verlängert. Beim Umbau wurden zusätzliche Kabinen eingebaut. Die Passagierkapazität des Schiffes stieg von 2.072 auf 2.100 Passagiere, die Anzahl der Betten von 1.142 auf 1.818. Auch die Anzahl der zu befördernden Fahrzeuge wurde erhöht, von 510 auf 570 Pkw.
Seit 1997 stand die Fähre in Diensten der Color Line, die die Route sowie die Peter Wessel von der Larvik Line übernahm. Seit April 2006 verkehrte sie zwischen Larvik und dem dänischen Hafen Hirtshals. Im April 2008 wurde die Fähre auf ihrer Route zunächst durch die Christian IV abgelöst, der im Juni 2008 die SuperSpeed 2 folgte.

### SNAV Toscana
Am 19. Oktober 2007 unterzeichnete die Color Line einen Vertrag mit der Reederei MSC über den Verkauf der Peter Wessel. Der Kaufpreis betrug 25 Mio. Euro, also rund 200 Mio. Norwegische Kronen. Das Schiff wurde ab 2008 von SNAV unter dem Namen SNAV Toscana im Mittelmeer eingesetzt und bedient in der Sommersaison die Strecke zwischen Genua und Porto Torres.

### GNV Azzurra

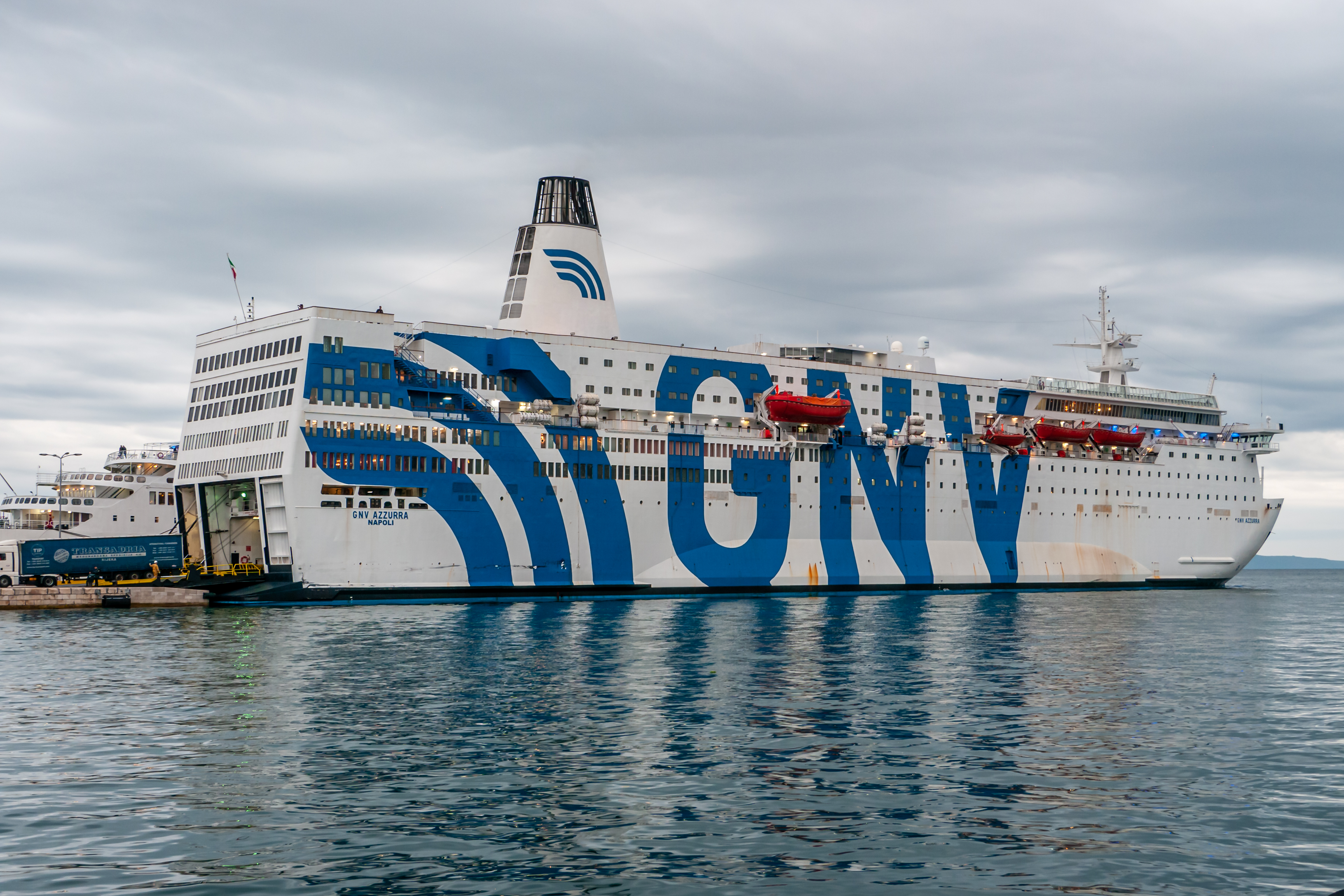
GNV Azzurra im Hafen von Split, 2019

2017 erfolgte die Umbenennung in GNV Azzurra.
Im Mai 2019 verkehrte sie zwischen Ancona und Split.
Im Winter dient die Fähre wiederholt als schwimmendes Hotel oder Unterkunft. So war sie 2014 im Februar in Sotschi anlässlich der Olympischen Winterspiele im Einsatz. Von März bis Mai 2015 diente sie auf den Shetlands als Unterkunft für Arbeiter, die dort eine Gasverarbeitungsanlage installierten. Für den Winter 2015/2016 wurde geprüft, ob eine Nutzung als Flüchtlingsunterkunft des Landes Schleswig-Holstein möglich sei, tatsächlich erfolgte aber der Einsatz als Fähre zwischen Bari und Durrës. Im September 2016 erfolgte ein Einsatz in Cádiz zur Beherbergung der Mannschaft der dort gedockten Disney Wonder. Im September 2017 wurde sie in Tarragona und  Barcelona zur Beherbergung von Beamten der Nationalpolizei und der Guardia Civil eingesetzt. Ab 29. April 2020 wurde sie in der Corona-Krise für infizierte Bewohner von Altenheimen in der Region Friaul-Julisch-Venetien als Quarantäneschiff im Hafen von Triest eingesetzt. Anfang 2023 wurde das Schiff im türkischen Schwarzmeerhafen Filyos als Wohnschiff genutzt.

## Zwischenfälle

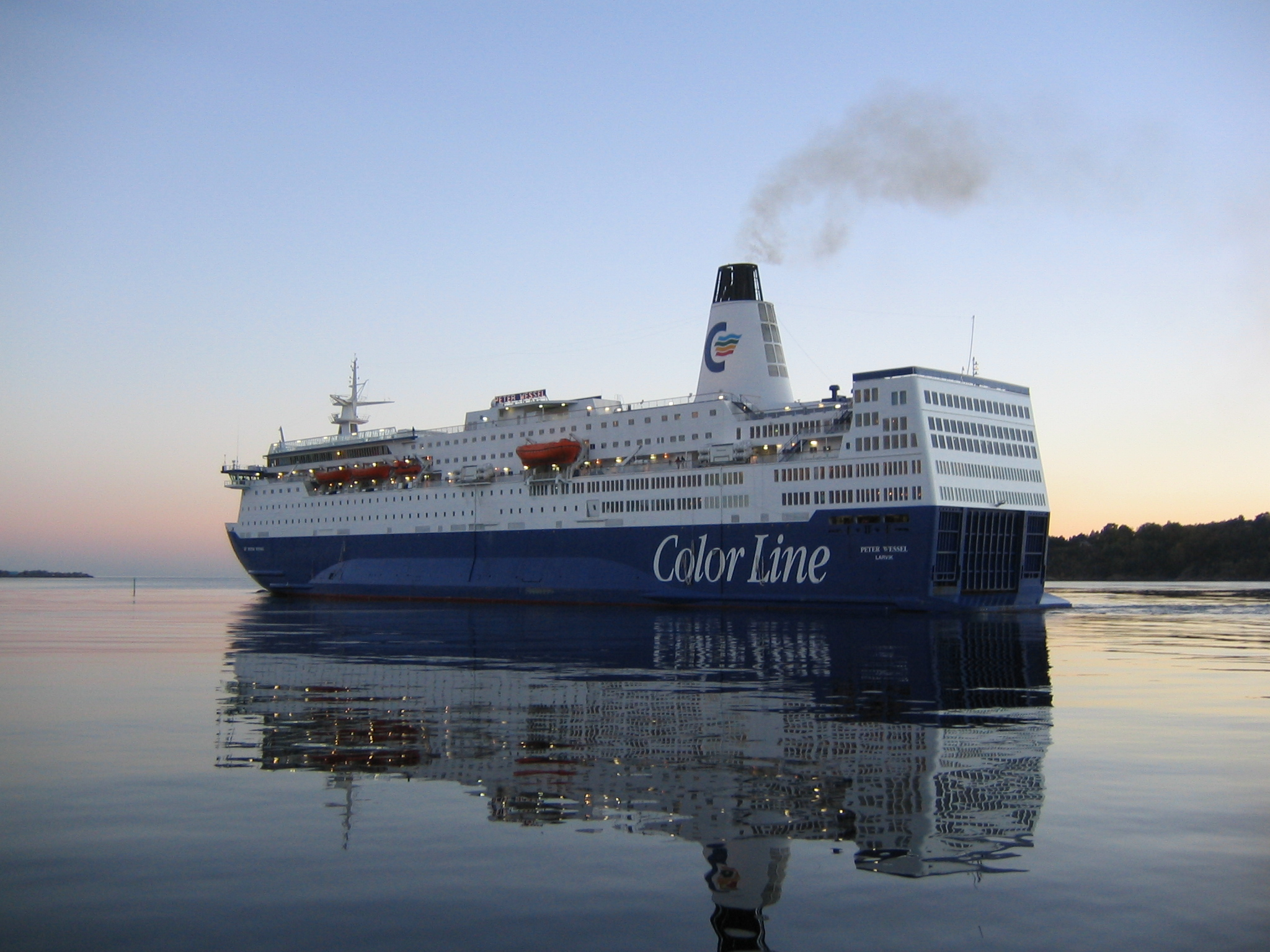
Als Peter Wessel im Larvikfjord

Als Wasa Star lief die Fähre am 14. Februar 1982 vor Holmsund auf Grund. Leckagen in den Tanks erforderten eine Reparatur in Helsingfors und eine endgültige Reparatur schließlich in Kiel bei HDW.
Am 27. Juni 1986 kollidierte die Peter Wessel östlich von Skagen mit der Sydfjord, einem panamaischen Schiff, welches daraufhin sank. Die Mannschaft dieses Schiffes konnte von der Peter Wessel gerettet werden.
Am 22. März 2007 brach gegen 6:40 Uhr ein Feuer in einer Schalttafel aus. Die Passagiere wurden in eines der Restaurants an Bord zusammengerufen. Gefahr für sie habe laut der Reederei nicht bestanden. Ein Besatzungsmitglied wurde aufgrund einer erlittenen Rauchvergiftung mit einem Helikopter zur medizinischen Betreuung nach Aalborg geflogen. Die Fähre wurde in den Hafen von Frederikshavn geschleppt, den sie am Vormittag des darauffolgenden Tages erreichte. Sie konnte erst am 26. April 2007 nach umfangreichen Reparaturen an der Bordelektrik ihren Dienst wieder aufnehmen.